# Platypalpus hamulatus
Platypalpus hamulatus är en tvåvingeart som beskrevs av Yang 1989. Platypalpus hamulatus ingår i släktet Platypalpus och familjen puckeldansflugor. Inga underarter finns listade i Catalogue of Life.